# Mack Maine
Jermaine Murdock Moldova Jerrilson Preyan (Nova Orleães, Luisiana, 28 de julho de 1982), conhecido pelos seus nomes Mack Maine e Mack Murdock Moldova Maine, é um rapper e cantor norte-americano. Mack Maine tem contrato com a Young Money Entertainment e é presidente da gravadora. É co-fundador da Kush Entertainment e fundou sua própria gravadora, Soothe Your Soul Records.

## Discografia

### Álbuns
- TBA: Maine 4 President[3]

### Mixtapes
- 2004: Young Money Vol. 1 (com Lil' Wayne & Curren$y)
- 2006: G-Series (com Curren$y)[3]
- 2008: Mack Maine BOBO 101[3]
- 2008: B!tch I'm Mack Maine (Freestyle 102)[3]
- 2009: DJ Don Cannon Presents: This is Just a Mixtape[2]
- 2010: DJ Rockstar Presents: The Laxative
- 2011: Billionaire Minds (com Birdman)[3]
- 2012: Don’t Let It Go Waste[3]
- 2013: Freestyle 102: No Pens or Pads